# Lycoperdina canariensis
Lycoperdina canariensis is een keversoort uit de familie zwamkevers (Endomychidae). De wetenschappelijke naam van de soort werd in 1991 gepubliceerd door Gillerfors.